# Payung (Karo)
Payung is een bestuurslaag in het regentschap Karo van de provincie Noord-Sumatra, Indonesië. Payung telt 1751 inwoners (volkstelling 2010).